# جام بین قاره‌ای ۱۹۸۱
جام بین قاره‌ای ۱۹۸۱ بیستمین دوره از جام بین قاره‌ای فوتبال بود که بین باشگاه لیورپول، قهرمان جام باشگاه‌های اروپا ۸۱–۱۹۸۰، و باشگاه فلامینگو، قهرمان جام لیبرتادورس ۱۹۸۱ برگزار شد.

## پیش زمینه
لیورپول به عنوان قهرمان جام باشگاه‌های اروپا به جام بین قاره‌ای راه یافت. آنها جام باشگاه‌های اروپا ۸۱–۱۹۸۰ را با شکست ۱–۰ رئال مادرید در فینال بردند. این اولین حضور آنها در جام بین قاره‌ای بود. آنها در سال‌های ۱۹۷۷ و ۱۹۷۸ نیز واجد شرایط شدند اما در مسابقات شرکت نکردند. آنها در سال ۱۹۷۷ از بازی کردن خودداری کردند و بروسیا مونشن گلادباخ نایب قهرمان جایگزین آنها شدند، در حالی که لیورپول در سال ۱۹۷۸ به دلیل بازی‌های وحشیانه قبلی جام بین قاره‌ای تصمیم به عدم بازی با بوکا جونیورز گرفت.
فلامینگو با قهرمانی در جام لیبرتادورس ۱۹۸۱ به این رقابت‌ها راه یافت. آنها تیم شیلیایی کوبرلوا را پس از دو بازی قبلی که منجر به تساوی ۲–۲ در امتیاز شده بود، ۲–۰ در پلی‌آف شکست دادند. بازی دوم و بازی مجدد با خشونت همراه بود. آدیلیو و لیکو بازیکنان فلامینگو توسط سنگی که ماریو سوتو، مدافع کوبرلوا در بازی برگشت به زمین آورده بود، زخمی شدند. حتی چهار بازیکن در بازی پلی ‌آف اخراج شدند. این اولین حضور فلامینگو در جام بین قاره‌ای پس از قهرمانی در جام لیبرتادورس برای اولین بار بود.
آخرین بازی لیورپول قبل از جام بین قاره‌ای مقابل آرسنال در دور چهارم جام لیگ فوتبال ۸۲–۱۹۸۱ بود. آنها با گل‌های کریگ جانستون، تری مک‌درموت و کنی دالگلیش در وقت اضافه ۳–۰ پیروز شدند. آخرین بازی فلامینگو قبل از جام بین قاره‌ای مقابل واسکو دوگاما در آخرین بازی جام کاریوکا ۱۹۸۱ بود. فلامینگو ۲–۱ با گل‌های آدیلیو و ژائو باتیستا نونز پیروز شد و برنده مسابقات شد. قبل از بازی، باب پیزلی، مدیر لیورپول از مرگ پدر بروس گرابلار، دروازه‌بان لیورپول مطلع شد. تصمیم بر این شد که خبر مرگ را از او حفظ کنند تا تمرکزش روی مسابقه حفظ شود.

## مسابقه

### خلاصه
اولین فرصت در دقیقه ۱۲ نصیب فلامینگو شد که از آن گل ساخت. زیکو به نونز پاس داد که بین مدافعان لیورپول، فیل نیل و فیل تامپسون دویده بود. پاس از بالای سر تامپسون عبور کرد و نونز با اولین لمس خود توپ را فراتر از گرابلار قرار داد تا فلامینگو پیش بیفتد. ایان هارگریوز، در روزنامه لیورپول دیلی پست می‌نویسد که گل اول "یک ضربه کوبنده بود و لیورپول هرگز از آن خلاص نشد." او همچنین خاطرنشان کرد که "برزیلی‌ها که هفتاد و هفتمین بازی فصل خود را انجام می‌دادند، با مراقبت عاشقانه توپ را نوازش می‌کردند و همیشه وقت داشتند." شانس بعدی بازی نصیب جونیور مدافع فلامینگو شد. کرنر توسط تیتا به جونیور رسید که در فاصله ۳۰ یاردی (۲۷ متری) دروازه قرار داشت، ضربه والی او با فاصله کمی از دروازه لیورپول به بیرون رفت. اندکی بعد، زمانی که تری مک‌درموت، هافبک لیورپول، تیتا را پایین آورد، فلامینگو یک ضربه ایستگاهی دریافت کرد. در حالی که زیکو برای زدن ضربه ایستگاهی دوید، بازیکن فلامینگو از دیوار مقابل دروازه لیورپول خارج شد. این یک شکاف ایجاد کرد که ضربه زیکو از طریق آن به بیرون رفت، اگرچه گروبلار توانست ضربه را متوقف کند، ریباند به ادیلیو رسید او هم گلزنی کرد تا فلامینگو ۲–۰ جلو بیفتد. گل سوم هفت دقیقه بعد زده شد. پاس زیکو، نونز را از دفاع لیورپول عبور داد و ضربه دقیق او از سمت راست محوطه جریمه لیورپول از کنار گروبلار گذشت تا فلامینگو ۳–۰ پیش بیفتد.
فلامینگو تقریباً گل چهارم را قبل از نیمه به ثمر رساند، اما ضربه آندراده توسط گرابلار دفع شد. در نیمه دوم، فلامینگو به حفظ برتری قانع شد و در بیشتر موارد فوتبال مالکانه بازی کرد. لیورپول به فشار برای گلزنی ادامه داد و دیوید جانسون را در اوایل نیمه جایگزین مک‌درموت کرد. با این حال، با وجود دو شوت از سوی کریگ جانستون، که اولین بازی خود را برای لیورپول انجام می‌داد، آنها نتوانستند گلی به ثمر برسانند. این مسابقه با نتیجه ۳–۰ به نفع فلامینگو به پایان رسید تا اولین پیروزی آنها در جام بین قاره‌ای تضمین شود.

### جزئیات
| لیورپول | ۰–۳   | فلامینگو                     |
| ------- | ----- | ---------------------------- |
|         | گزارش | - نونز ۱۲'، ۴۱' - آدیلیو ۳۴' |

| لیورپول | فلامینگو |

|           |    |                       |     |
|           |    |                       |     |
| GK        | ۱  | بروس گرابلار          |     |
| RB        | ۲  | فیل نیل               |     |
| CB        | ۴  | فیل تامپسون (کاپیتان) |     |
| CB        | ۶  | آلن هانسن             |     |
| LB        | ۳  | مارک لارنسون          |     |
| RM        | ۱۴ | سمی لی                |     |
| CM        | ۱۰ | تری مک‌درموت           | '51 |
| CM        | ۱۱ | گریم سونس             |     |
| LM        | ۵  | ری کندی               |     |
| SS        | ۷  | کنی دالگلیش           |     |
| CF        | ۱۶ | کریگ جانستون          |     |
| تعویض‌ها:  |    |                       |     |
| GK        | ۱۳ | استیو گروزویچ         |     |
| DF        | ۱۵ | آلان کندی             |     |
| MF        | ۱۷ | کوین شیدی             |     |
| MF        | ۸  | رونی ویلن             |     |
| FW        | ۱۲ | دیوید جانسون          | '51 |
| سرمربی:   |    |                       |     |
| باب پیزلی |    |                       |     |

|                  |    |                |  |
|                  |    |                |  |
| GK               | ۱  | رائول پلاسمان  |  |
| RB               | ۲  | لئاندرو        |  |
| CB               | ۱۳ | مارینیو        |  |
| CB               | ۴  | کارلوس موزر    |  |
| LB               | ۵  | لئو جونیور     |  |
| DM               | ۶  | آندراده        |  |
| MF               | ۸  | آدیلیو         |  |
| AM               | ۱۰ | زیکو (کاپیتان) |  |
| FW               | ۷  | تیتا           |  |
| CF               | ۹  | نونز           |  |
| FW               | ۱۱ | لیکو           |  |
| تعویض‌ها:         |    |                |  |
| GK               | ۱۲ | کانتاریله      |  |
| DF               | ۳  | فیگوایردو      |  |
| FW               | ۱۵ | پئو            |  |
| FW               | ۱۶ | بارونینیو      |  |
| DF               | ۱۷ | نیل دیاس       |  |
| سرمربی:          |    |                |  |
| پائولو کارپجیانی |    |                |  |

## بعد از مسابقه
کارپجیانی، سرمربی فلامینگو از عملکرد تیمش خوشحال بود: "در نیمه اول فوق‌العاده بودیم، زمانی که فکر می‌کردم لیورپول بسیار ناامیدکننده است. زیکو کمی عقب‌تر بازی کرد و اگرچه او گل نزد، اما او بیشترین آسیب را وارد کرد." آندراده در مصاحبه‌ای که بعداً در مورد بازی انجام داد، به اهمیت بازیساز زیکو اذعان کرد: "زیکو بازیکن بزرگی در آن تیم بود، اما در کنار او کیفیت تیمی زیادی وجود داشت. در نیمه اول یک بازی دودل بود. در نیمه دوم، ما بازی را مدیریت کردیم". زیکو احساس کرد که بازیکنان لیورپول توانایی فلامینگو را دست کم گرفته بودند: "لیورپول بهترین تیم اروپا بود و به همین شکل ادامه داد. اما فلامینگو فوتبال خیلی بهتری بازی کرد و شاید آنها انتظار نداشتند که ما اینقدر قوی باشیم". یک تویوتا سلیکا به عنوان مرد مسابقه به زیکو اهدا شد.
پیزلی، سرمربی لیورپول، در توصیف عملکرد تیمش متأسف بود: "من هرگز تیم خود را اینقدر کسل کننده، فاقد ایده و تهاجمی ندیده بودم. من به سادگی نمی‌توانم آن را درک کنم." تامپسون، کاپیتان لیورپول نیز در مورد اینکه چرا آنها در برابر فلامنگو شکست خوردند، مطمئن نبود: "ما به آنها اجازه دادیم که سرعت بازی را دیکته کنند. ما باید سعی می‌کردیم به جای اینکه با سرعت پایین‌تر آنها را مطابقت دهیم، آن را تسریع کنیم. ما هرگز آنطور که می‌توانستیم بازی نکردیم" گریم سونس، هافبک لیورپول، عملکرد زیکو را تحسین کرد: "می‌خواستم ببینم که او در برابر یک چالش فیزیکی چه واکنشی نشان می‌دهد، اما نتوانستم آنقدر به او نزدیک شوم که متوجه شوم". لارنسون اعتراف کرد که بازیکنان بازی را به اندازه فلامنگو جدی نگرفتند: "ما بازی را جدی نگرفتیم، پسران برزیلی ده روز آنجا بودند، تمرین می‌کردند و سازگاری داشتند، و این برای آنها بسیار مهم بود. زیکو واقعاً عالی بود».
لیورپول لیگ دسته اول فوتبال ۸۲–۱۹۸۱ را در جایگاه اول، چهار امتیاز اختلاف نسبت به ایپسویچ تاون در جایگاه دوم، به پایان رساند. آنها همچنین جام لیگ فوتبال ۸۲–۱۹۸۱ را بردند و تاتنهام هاتسپر را ۳–۱ در فینال شکست دادند. علیرغم موفقیت‌های داخلی لیورپول، این تیم نتوانست عنوان خود در جام باشگاه‌های اروپا را حفظ کند. آنها در مرحله یک‌چهارم نهایی پس از شکست ۲–۱ برابر تیم بلغارستانی زسکا صوفیه حذف شدند.
فلامینگو در سال ۱۹۸۲ جام سری آ برزیل را با شکست گرمیو در فینال برد. با این حال، آنها نتوانستند عنوان خود را در جام لیبرتادورس را در سال ۱۹۸۲ حفظ کنند. آنها به نیمه نهایی رسیدند، اما توسط برنده نهایی، پنیارول حذف شدند.
تصمیم شورای فیفا در سال ۲۰۱۷، همه برندگان قبلی جام بین قاره‌ای را همراه با برندگان جام باشگاه‌های جهان، قهرمان جهان می‌دانست. دو تیم بار دیگر در فینال جام باشگاه‌های جهان ۲۰۱۹ به مصاف یکدیگر رفتند. لیورپول فینال را ۱–۰ در وقت اضافه برد.